# Le Club des divorcés
Le Club des divorcés (離婚倶楽部, Rikon kurabu) est un seinen manga de Kazuo Kamimura, prépublié dans le magazine Manga Action entre octobre 1974 et août 1975 et publié par l'éditeur Futabasha en un volume relié sorti en juin 1975. La version française est éditée par Kana en deux tomes sortis en novembre 2015 et janvier 2016.

## Publication
Le manga est prépublié dans le magazine Manga Action entre octobre 1974 et août 1975 et publié par l'éditeur Futabasha en un volume relié sorti en juin 1975. Il est réédité en avril 2013.
La version française est éditée par Kana en deux tomes sortis respectivement le 6 novembre 2015  (ISBN 978-2-5050-6310-0) et le 22 janvier 2016  (ISBN 978-2-5050-6369-8).

## Distinctions

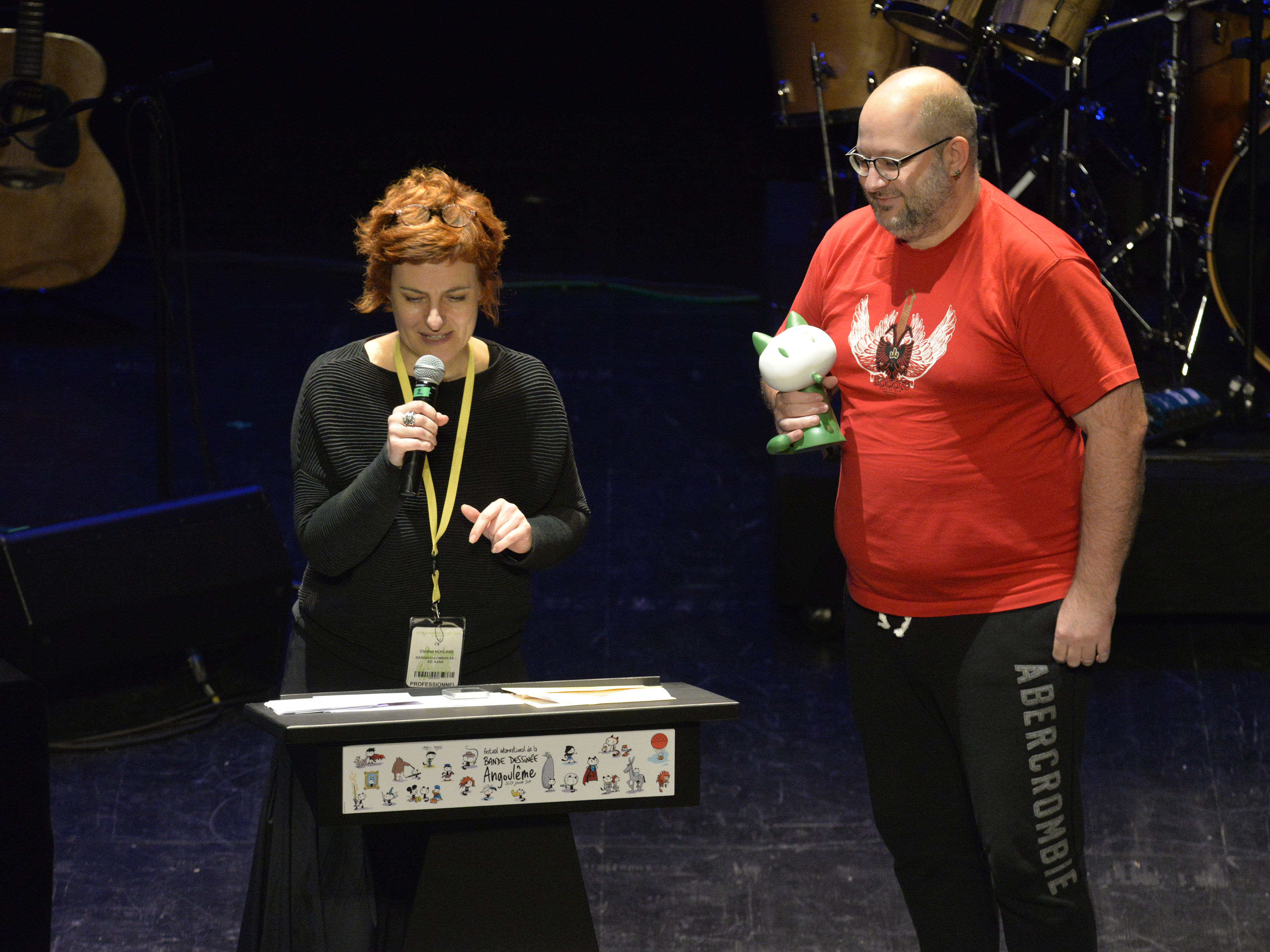
Christel Hoolans, l'éditrice de Kazuo Kamimura, reçoit le fauve du patrimoine des mains de Jean-David Morvan, membre du jury.

- 2017 : Fauve d'Angoulême – Prix du patrimoine de la meilleure rénovation/redécouverte pour Le Club des divorcés, lors du festival d'Angoulême 2017 pendant lequel une exposition est consacrée à Kazuo Kamimura.

## Accueil critique
Pour Le Huffington Post, l'auteur « s'acharne à dénoncer la société ultra conservatrice qu'est le Japon de 1971. Un pays qui, après avoir accepté le divorce au milieu du XIXe siècle, en a fait un tabou [...] Le Club des divorcés est un manifeste féministe engagé, écrit et dessiné avec une grande subtilité par un homme dont la modernité, 45 ans après la publication, impressionne ».